# Phanias albeolus
Phanias albeolus is een spinnensoort in de taxonomische indeling van de springspinnen (Salticidae).
Het dier behoort tot het geslacht Phanias. De wetenschappelijke naam van de soort werd voor het eerst geldig gepubliceerd in 1941 door Ralph Vary Chamberlin  & Wilton Ivie.